# Nathalie Walker
Nathalie Walker (* 5. Dezember 1979 als Nathalie Twaddle in Frankreich) ist eine Schauspielerin.

## Karriere
Walker gab ihr Schauspieldebüt in dem Kurzfilm Stripilates im Jahr 2005. Es folgten Auftritte in Fernsehserien wie Monk, Die Sopranos und Castle. Im Jahr 2008 stand sie mit Drake Bell für die Komödie College vor der Kamera in der sie die Rolle der Amy spielte. Als Orakel sah man Walker in der Filmparodie 301 – Scheiß auf ein Empire, die unter anderem die Filme 300, Troja und Gladiator verspottet.

## Filmografie (Auswahl)
- 2006: Monk (Fernsehserie, Episode 5x08)
- 2006–2007: Die Sopranos (Fernsehserie, zwei Episoden)
- 2008: College
- 2008: Dude, I’m Moving Out (Kurzfilm)
- 2011: 301 – Scheiß auf ein Empire
- 2011: Castle (Fernsehserie, Episode 4x08)